# Beroendepsykologi
Beroendepsykologi är ett delområde inom psykologin som studerar olika psykologiska processer i relation till ANDTS-området (Alkohol, Narkotika, Dopning, Tobak, Spel). Det kan handla om hur beteende, emotioner och kognitioner påverkas akut och långsiktigt av ANDTS och vilka psykologiska riskfaktorer som kan driva fram och vidmakthålla ett beroende. Beroendepsykologi innefattar också preventionsforskning (dvs. förebyggande arbetet med fokus på ANDTS exempelvis inom skola och arbetslivet) och klinisk behandlingsforskning.  
En teoretisk utgångspunkt inom beroendepsykologi är den så kallade biopsykosociala modellen som tar hänsyn till såväl fysiska, psykologiska och sociala faktorer vid ohälsa. Beroendepsykologi angränsar till flera andra psykologiska delområden, som exempelvis biologisk psykologi, hälsopsykologi, klinisk psykologi och personlighetspsykologi, och till andra vetenskapliga discipliner så som socialt arbete, socialmedicin och psykiatri.

## Historik
| År   | Händelse |
| ---- | --- |
| 1995 | Den första fristående grundkursen i beroendepsykologi ges vid Göteborgs universitet |
| 2000 | Den första forskargruppen i beroendepsykologi etableras vid Göteborgs universitet |
| 2008 | Ett vetenskapligt nationellt nätverk för psykologer inom beroendevården, ANDTS-psykologer (Alkohol, Narkotika, Dopning, Tobak, Spel), etableras av forskare från Göteborgs universitet och Karolinska institutet, Stockholm |
| 2009 | Nationalkommittén för psykologi antar Beroendepsykologi som det 26:e delområdet inom svensk akademisk psykologi |
| 2010 | Sveriges Psykologförbund inrättar specialistkompetens för psykologer i beroendepsykologi |
| 2011 | Nationellt utbildningsmaterial (video och studiehandbok) i beroendepsykologi publiceras på uppdrag av projektet ”Kunskap till Praktik, Sveriges Kommuner och Landsting (SKL)                                                |
| 2011 | En masterexamen (120 hp) i beroendevetenskap med inriktning mot psykologi inrättas (Göteborgs universitet) |
| 2012 | Den första läroboken i beroendepsykologi publiceras |
| 2013 | Årets drogforskningspris ges till en forskare i beroendepsykologi för framstående forskningsinsatser. Priset delas ut av Centralförbundet för Alkohol- och Narkotikaupplysning (CAN)                                        |
| 2015 | Socialstyrelsen beslutar att differentiera mellan psykologisk och psykosocial behandling i de Nationella riktlinjerna för vård och stöd vid missbruk och beroende                                                           |
| 2017 | En av årests finalisterna till "Stora Psykologpriset" är forskare inom beroendepsykologi. Priset delas ut av Sveriges Psykologförbund.                                                                                      |
| 2020 | Ny nationell yrkesförening för psykologer inom ANDTS området antas av Sveriges Psykologförbund. |